# 黃幡綽
黃幡綽，一作旙绰。唐玄宗时宫廷樂官，凉州武威人，為人滑稽諧趣，曾譏諷張說以封禪提拔己婿鄭鎰。亦善参军戏，能勸諫玄宗，頗得寵愛。安史之乱時被安祿山所擒，亦為安之樂官。唐肅宗還都後，黄幡绰以「從賊」之罪，被拘禁。玄宗為上皇，感其悲意而釋之。晚年流落姑蘇。葬於崑山。詩作錄於《全唐诗》。書法甚工，曾書霓裳羽衣曲碑在河中永濟。

## 軼事
一日唐玄宗擊鼓時，召喚黃幡綽合奏，但黃幡綽因事出宮，怎麼等都等不到的玄宗，龍顏大怒，令宮中宦官與校尉找出黃幡綽。玄宗取了馬鞭，放在身側，準備把黃幡綽打一頓。校尉找到黃幡綽，一起走到殿前，但幡綽聽到玄宗擊鼓聲音，又快又急，知道皇帝大怒，拜託宦官與校尉先不要稟告，表示會自己隨即進去，第二曲時鼓聲逐漸慢下來，卻仍然用力很猛，皇帝奏完時，問：「幡綽竟何在？」幡綽知道皇帝餘怒未消，又拜託宦官先不要稟告。第三曲時，鼓聲相當柔和，幡綽於是進入宮殿，立刻叩首。唐玄宗放下鼓槌，問：「你為何擅離宮禁？」幡綽惶恐地回答：「臣家中親戚到長安，失落盤纏，無以歸家，託人告臣。臣急忙前去接濟，不知道陛下在奏樂，萬死之罪。」皇帝拿了鼓槌輕輕打了幡綽一下：「接待親友，這是人之常情，何不稟報就擅自離宮？我剛才大怒，準備好鞭打你了，現在我氣也消了，就赦免你好了，來合奏一曲罷！」宮中都佩服幡綽的見識。
黄幡绰曾替安禄山解梦，禄山梦见衣服袖子太长，幡绰说「這代表垂衣而治。（帝王以道家思想治理天下）」。禄山又梦见阁樓倒塌，幡绰说：「舊的倒下了，新的才能蓋好。（唐朝倒了，安祿山才能得手）」安史之亂平定後，黄幡绰向玄宗辯解說：「臣不知道陛下行在蜀國，我陷於贼营，只能暂且哄安禄山，保留性命才能再见陛下，我其实知道那些都不是好梦。」玄宗问“你怎麼知道？”幡绰说：“禄山梦见袖子长，是说他『不得出手』啊；梦见阁子倒了，是说他『終究得不到』了。所以我早就知道了。”玄宗大笑。